# Wera Iwanowna Sassulitsch

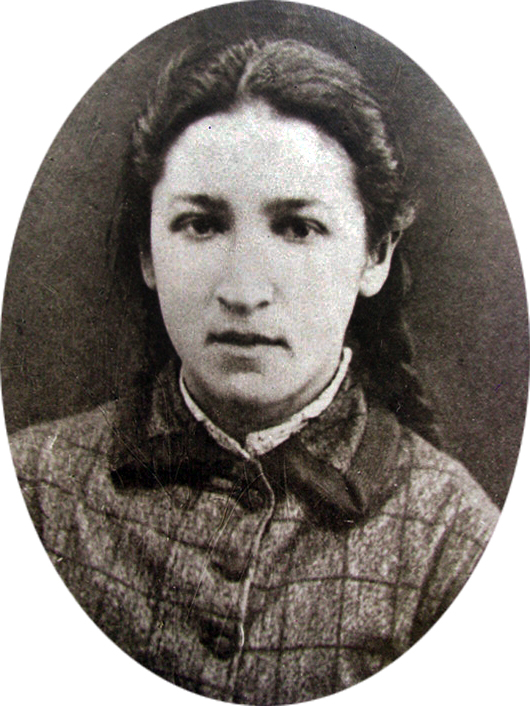
Wera Sassulitsch (1849–1919)

Wera Iwanowna Sassulitsch (russisch Вера Ивановна Засулич, wiss. Transliteration Vera Ivanovna Zasulič; * 27. Julijul. / 8. August 1849greg. in Michailowka, Gouvernement Smolensk; † 8. Mai 1919 in Petrograd) war eine russische Narodniza und später marxistische Autorin und Berufsrevolutionärin.

## Leben

### Kindheit, Jugend und erste revolutionäre Tätigkeiten
Sassulitsch wurde in Michailowka, Russland, als eine von drei Töchtern in eine verarmte Adelsfamilie geboren. Nach drei Jahren starb ihr Vater, worauf die Mutter sie zu wohlhabenderen Verwandten brachte, der Mikulitsch-Familie in Bjakolowo. Nach dem Abschluss der Schule 1866 ging sie nach Sankt Petersburg, wo sie als Angestellte arbeitete. Schnell kam sie mit radikalen politischen Gedanken in Verbindung und unterrichtete Literatur für Fabrikarbeiter. Ihre Kontakte mit dem nihilistischen Anarchisten Sergei Netschajew führten 1869 zur Verhaftung. Nachdem Sassulitsch 1873 freigelassen worden war, ging sie nach Kiew, wo sie der revolutionären Gruppe Kiewer Rebellen beitrat. Sie unterstützte die Gedanken des Anarchisten Michail Bakunin. Sassulitsch wurde zu einer respektierten Führungsperson dieser Bewegung.

### Der Trepow-Zwischenfall
Im Juli 1877 weigerte sich ein politischer Gefangener, Archip Petrowitsch Bogoljubow, seine Kopfbedeckung in Gegenwart des Generals und Stadthauptmanns von Sankt Petersburg Fjodor Trepow abzunehmen, der vor allem durch seine Niederschlagung des polnischen Novemberaufstandes 1830 sowie des Januaraufstandes 1863 Bekanntheit erlangt hatte. Zur Strafe wurde Bogoljubow der Prügelstrafe unterworfen; ein Vorfall der nicht nur Revolutionäre erzürnte, sondern ebenso die mit ihnen sympathisierende Intelligenz. Eine Gruppe von sechs Revolutionären beschloss daraufhin Trepow umzubringen. Sassulitsch, die im Alleingang handelte, kam ihnen zuvor. Um die Misshandlungen, die Bogoljubow im Gefängnis zu Petersburg erleiden musste, zu rächen, schoss die Studentin Sassulitsch am 24. Januar 1878 mit einem Revolver auf Trepow, während sie ihm eine Bittschrift überreichte, und verwundete ihn schwer. In einer viel beachteten Verhandlung wurde sie dennoch von den ihr zugeneigten Geschworenen am 11. April freigesprochen. Dies zeigte die Effizienz der von Zar Alexander II. durchgeführten juristischen Reform; es bewies, dass ein Gericht gegen Autoritäten Urteile fällen konnte. Sassulitsch floh daraufhin in die Schweiz, bevor sie wieder inhaftiert werden konnte. Sie wurde eine Heldin der Narodniki und der radikalen Teile der russischen Gesellschaft. Trotz dieses Ereignisses war sie eine Gegnerin der Terrorkampagne, die schließlich zur Ermordung von Alexander II. 1881 führen sollte.

### Hinwendung zum Marxismus

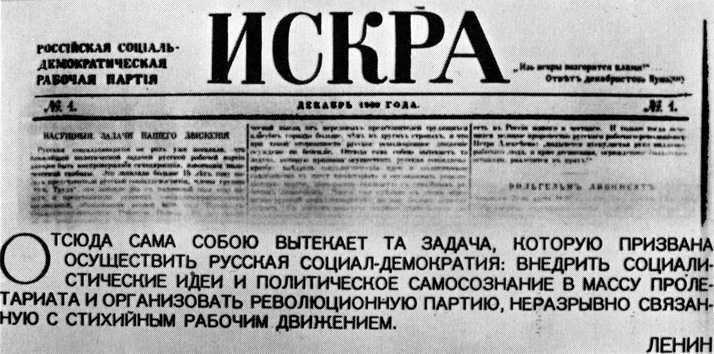
Erstausgabe der Iskra

Nachdem sie in die Schweiz geflüchtet war, begann sie sich mit dem Marxismus zu beschäftigen. Sie gründete 1883 gemeinsam mit Georgi Plechanow und Pawel Axelrod im Schweizer Exil (Genf) die erste marxistische Gruppe innerhalb der russischen Arbeiterbewegung, Befreiung der Arbeit (Освобождение труда). Diese Gruppierung war in der Auseinandersetzung mit den Narodniki um die Gründung und Vormachtstellung in einer zukünftigen proletarischen revolutionären Partei von großer Bedeutung. Sassulitsch übersetzte einige Werke von Karl Marx und Friedrich Engels ins Russische, wie zum Beispiel im Jahr 1882 das Kommunistische Manifest, und unterhielt mit Marx auch einen Briefwechsel, der später wegen seines Inhalts, insbesondere des sogenannten Sassulitsch-Briefs aus dem Jahr 1881, bekannt wurde. Ebenso führte sie Briefverkehr mit Friedrich Engels. Im Exil kümmerte sie sich vor allem um Spendenaufrufe, die Hilfsorganisationen zugutekommen sollte, um Gefangene in Russland zu unterstützen. 1894 war sie gezwungen, nach London auszuwandern. In finanzieller wie organisatorischer Hinsicht wurde sie insbesondere von Elaneor Marx unterstützt. Erst 1905 kehrte sie nach Russland zurück.
Als Vertreterin der russischen Sozialdemokratie nahm Sassulitsch am Internationalen Sozialistenkongress 1900 in Paris der Zweiten Internationale teil.
1889 erkrankte Sassulisch an Tuberkulose und erlebte bis zu ihrem Lebensende immer wieder Ausbrüche dieser Krankheit.

### Menschewiki und Ablehnung der Oktoberrevolution
Zur Mitte des Jahres 1900 trafen sich Personen aus den „radikalen Flügel“ einer „neuen Generation“ russischer Marxisten, wie Julius Martow, Lenin und Alexander Potressow, mit Sassulitsch, Plechanow und Axelrod in der Schweiz. Trotz Unstimmigkeiten zwischen den beiden Gruppen bildeten diese zwischen 1900 und 1903 gemeinsam die Redaktion der Iskra (Искра; Der Funke), einer revolutionären marxistischen Zeitschrift der Sozialdemokratischen Arbeiterpartei Russlands (SDAPR). Sie waren gegen die eher moderaten russischen Marxisten (die Ökonomen) als auch gegen Ex-Marxisten wie Peter Struve und Sergei Bulgakow. 1903 riefen die Herausgeber von Iskra erfolgreich einen zweiten, pro-Iskra orientierten Kongress der SDAPR in Brüssel und London ein. Überraschenderweise spalteten sich die Iskrabefürworter während des Kongresses in zwei Fraktionen: Lenins Bolschewiken und Martows Menschewiken. Sassulitsch unterstützte die Menschewiken. Sie war auch mit Leo Trotzki vertraut.
1905 kehrte sie zurück nach Russland, doch ihr Interesse an einer aktiven Beteiligung an revolutionärer Politik schwand. Gesundheitlich war sie angeschlagen, ihre finanzielle Situation war schwierig. 1906 und 107 konnte sie ihre gesammelten Aufsätze veröffentlichen, die versprochene Vergütung kam aber nicht zustande. Ihren Lebensunterhalt bestritt sie mit Übersetzungen bspw. von Emile Zola und Voltaire. Hinzu kam gelegentliche finanzielle Unterstützung durch politische Gefährten. In den Jahren 1908 bis 1916 lebte sie im Sommer in einer Bauernhütte im Gouvernement Tula, die Winterzeit verbrachts sie in St. Petersburg, wo sie im Haus der Schriftsteller zur Miete wohnte. Sie hielt den Kontakt zu den Menschewiki im Exil. Sie mischte sich 1913 auch in die Debatten ein und veröffentlichte Artikel, die zu einem Bruch ihrer langjährigen Freundschaft mit Plechanow führten. Die beiden versöhnten sich nach dessen Rückkehr nach Russland 1917.
Sie unterstützte die Kriegserfolge Russlands im Ersten Weltkrieg und warb für die Verteidigung des Vaterlandes. Sie veröffentlichte in den Diskussionen zwischen den verschiedenen Fraktionen kleinere Aufsätze. Nach dem Zarensturz engagierte sie sich politisch in der Gruppe Edinstvo, die allerdings bei den Wahlen in Petrograd im Herbst 1917 in die politische Bedeutungslosigkeit verschwand.
Sie war eine Gegnerin der Oktoberrevolution 1917 und der Politik der Bolschewiki. Publizistisch verteidigte sie die durch die Februar-Revolution ermöglichte Presse und Redefreiheit. Sie verstarb 1919 infolge einer Erkrankung in Sankt Petersburg und wurde auf dem dortigen Wolkowo-Friedhof beigesetzt.